# مادنس (فريق روك)
مادنس (بالإنجليزية: Madness)‏ فريق لموسيقى «سكا» الإنجليزية (نوع الموسيقى الذي نشأ في جامايكا في أواخر الخمسينيات من القرن 20 وكان مقدمة لموسيقى الروك والريجي) من كامدن تاون، شمال لندن، والتي تشكلت في عام 1976. واحد من أبرز الفرق الموسيقية في أواخر السبعينيات وأوائل الثمانينيات من القرن 20، استمروا في الأداء مع ستة من الأعضاء السبعة من خطهم الأصلي. كانت الفترة الأكثر نجاحًا في مشوارهم الفني، من 1980 إلى 1986، عندما أمضت أغاني الفريق ما مجموعه 214 أسبوعًا على قوائم أفضل الأغاني الفردية في المملكة المتحدة (يشترك الفريق في نفس عدد الأسابيع  مع فريق UB40، وهو الأكبر بالنسبة لأي فريق غناء بريطاني في العقد، ولكن على مدى فترة أطول.

## تاريخ الفريق
صعدت 15 أغنية من أغاني الفريق الفردية إلى المراكز العشرة الأولى في المملكة المتحدة، بما في ذلك:
- خطوة واحدة للخارج (1980) One Step Beyond[6]
- السراويل الفضفاضة (1980) Baggy Trousers[7]
- لابد أنه الحب (1982) It Must Be Love[8]
- بيت المرح (1982) House of Fun[9]
- أجنحة حمامة (1986) Wings of a Dove[10]
- بيتنا Our House [11][12](كان أكبر نجاح لهم في الولايات المتحدة، حيث وصلوا إلى المركز السابع على قائمة بيلبورد).[13][14]

حصل الفريق في عام 2000، على جائزة إيفور نوفيلو من الأكاديمية البريطانية لكتاب الأغاني والملحنين والمؤلفين BASCA عن مجموعة الأغاني المتميزة.

## وصلات خارجية
- https://www.madness.co.uk/ مادنس (فريق روك)
- http://www.madness-mis.com/ مادنس (فريق روك)
- https://www.theguardian.com/music/2016/oct/27/madness-suggs-album-cant-touch-us-now مادنس (فريق روك)